# Johanna Staude
Retrato de Johanna Staude, también conocida simplemente como Johanna Staude, (1917-1918) es una pintura inacabada de Gustav Klimt, que representa a Johanna Staude (de soltera Widlicka; 16 de febrero de 1883 - 2 de julio de 1967), una divorciada austriaca que también modeló para Egon Schiele. Describió su ocupación como profesora de idiomas y, posteriormente, como pintora, aunque no se conocen obras propias. El Financial Times ha descrito el cuadro de Klimt como la culminación de su desarrollo como retratista, retratando «una mujer nueva, de posguerra, consciente de sí misma, inteligente, moderna, que nos mira fijamente, luciendo un corte de pelo corto a la moda y boa de plumas negras». La pintura fue adquirida por la Österreichische Galerie Belvedere en 1963.

## Retrato
Klimt recibió el encargo de pintar el retrato de Johanna Staude en 1917. En el retrato destaca una blusa (algunas fuentes describen el atuendo como un «vestido») hecha de tela Blätter (Hojas) diseñada por la artista textil Martha Alber de Wiener Werkstätte. A diferencia de retratos anteriores de Klimt, Staude no está integrada en el fondo, lo que transmite una sensación de autonomía que muchos observadores han interpretado como una «mujer moderna» segura de sí misma que está «vestida atrevidamente». El marcado contraste de color entre el patrón de la tela turquesa y el fondo naranja mandarina recuerda fovismo francés y el expresionismo alemán.
A pesar de los atrevidos estampados de su ropa, Klimt llama la atención sobre la expresión del rostro de Staude, enmarcándolo con un cuello de plumas negras. El autor Nathaniel Harris escribe que «a diferencia de la mayoría de las mujeres de las últimas pinturas de Klimt, ella es grave, tal vez incluso triste». John Collins también nota «la mirada incierta en sus ojos gris verdosos, su cabeza ligeramente inclinada y sus labios entreabiertos» que tienen una «nota de melancolía, tal vez incluso una resignación ante las sombrías perspectivas de la Viena en tiempos de guerra». Una interpretación más crítica de Johanna Staude realizada por el curador Kirk Varnedoe en 1986 la describió como «inusualmente desaliñada» y «atoradamente angustiada».

## Biografía
Nacida en Viena en 1883, Johanna Widlicka era hermana de los pintores académicos Leopold y Anton Widlicka, y del cantante de ópera Richard Widlicka. En 1914 se casó con Franz Staude, de quien se divorció en 1918.
Durante su vida, Staude se describió como profesora de idiomas y pintora, y trabajó como ama de llaves para el poeta austriaco Peter Altenberg (1859-1919). Es posible que Klimt le haya presentado a Altenberg, quien formaba parte de su círculo íntimo de amigos y admiradores. Después de la muerte de Klimt en febrero de 1918, Altenberg escribió un elogio en un dibujo que Klimt había hecho de Staude, y luego escribió que ella era una «santa moderna» por ayudarlo a cuidarlo durante su último año de vida.
A principios de la década de 1960, Staude dijo en una entrevista que había modelado tanto para Klimt como para Egon Schiele, pero se desconoce para qué cuadros específicos posó además de su retrato. A menudo se compara a Staude con la mujer no identificada en Dama con abanico (Dame mit Fächer) de Klimt. Es posible que también haya posado desnuda para un estudio de The Girlfriends. Algún tiempo después de 1963, Staude ingresó en un hospital de Viena, donde murió más tarde.
Según el biógrafo de Klimt, Christian M. Nebehay, Erich Lederer contó que Staude le había preguntado a Klimt por qué no había terminado su retrato, particularmente alrededor de la boca. Su respuesta fue: «Porque entonces nunca volverás al estudio».